# Tóth Gábor (tanár, 1920–2003)
Tóth Gábor (Budapest, 1920. december 30. – Budapest, 2003. április 24.) pedagógus, az ELTE Bölcsészettudományi Kar (ELTE-BTK) Neveléstudományi Tanszékének docense, a neveléstudomány kandidátusa, az Eötvös József Kollégium újjászervezője és igazgatója (1956–1984).

## Családja
Óbudán, a Lajos utca 18. számú házban, református hivatalnokcsaládba született (apja Tóth Gábor pénzügyőri fővigyázó, anyja Krén Szidónia). Óbudán kezdte iskoláit. A család 1928-ban a Fiumei útra, majd 1929-ben Budafokra, a Tóth József utcába költözött. Itt végezte el az állami polgári fiúiskolát. Közben tagja lett budafoki református egyházközség 241. sz. Bethlen Gábor cserkészcsapatának. Ebben az időben hegedülni is tanult.
Magas, közel 2 méteres termetű, tekintélyt parancsoló jelenség volt. 1946 őszén vette feleségül Kristóf Ilonát, házasságukból két leány, Katalin és Ilona született. 1947-ben költöztek főbérleti lakásba Budafokon, a Városház tér 6-ba.

## Tanulmányai
Szabó Dezső Az elsodort falujának hatására tanyasi tanító szeretett volna lenni, ezért jelentkezett a Jászberényi M. Kir. Állami Tanítóképző-intézetbe, ahol 1935–1940 között diákoskodott. 1940-től a Szegedi M. Kir. Állami Polgári Iskolai Tanárképző Főiskolán tanult tovább, közben a Horthy Miklós Tudományegyetemet rendkívüli hallgatóként látogatta. 
Nyaranta az Oroszlán Zoltán (1891–1971) és Banner János (1888–1972) régészek által vezetett ásatásokon dolgozott. 
1944 októberétől a háború végéig katonai szolgálatot teljesített, így csak 1945 októberében tehette le a tanári vizsgát történelem–magyar nyelv és irodalom szakon. 1946 júliusában avatták doktorrá.

## Pályafutása
1945-től 1948-ig, az államosításig vezette a budafoki Hangya Ipar Rt. Likőr és Rum Gyárát. 1946-tól 1948-ban történt kizárásáig az MSZDP tagja volt.
1948-tól a budapesti Marczibányi téri általános iskolában, majd 1948-tól 1953-ig az Ipari Szakmunkásképző Intézetben és a Műszaki Tanárképző Főiskolán tanított. 1951-től levelezőket oktatott történelemre az ELTE Bölcsészeti Karán. 1953-tól kezdve az 1956-ig működő Földes Ferenc Pedagógiai Kollégiumban, majd az ELTE BTK Neveléstudományi Tanszékén volt egyetemi oktató.
1953 őszén Bóka László, a Nyelv- és Irodalomtudományi Kar dékánja, fél évre megbízta a Nagyboldogasszony (Ménesi) úti diákotthon igazgatásával. 1956-tól kezdte meg az Eötvös József Kollégium újjászervezését. 1957 szeptemberében, majd 1958 júniusában nyújtotta be erről szóló javaslatait. Létrehozta a szakkollégiumokat. A nevét visszanyerő, ismét kollégiumként működő intézményt 1984-ig igazgatta. 
Az 1960-as években Borsos Miklós és Pátzay Pál képzőművészekkel készíttetett emlékplakettet a kollégium bejáratáról és jelmondatáról ("Szabadon szolgál a szellem"). 1974-ben befogadta Mezey László (1918–1984) professzor Fragmenta Codicum Kutatócsoportját, amelyben latin szakos kollégisták is munkálkodtak. Kezdeményezte a kollégium Ménesi út 12. szám alatti B épületének átalakítását, amelyben 1983-tól a Bibó István Szakkollégium kapott helyet. Az 1970-es években megszervezte az Eötvös József Kollégium Baráti Körét, kezdeményezésére alakult meg az intézmény saját könyvtára, mely később Mednyánszky Dénes geológus (1830–1911) nevét vette fel. Elindította és szerkesztette az Eötvös-füzetek új folyamát.
1980-ban tanárként nyugdíjba ment. 1984-ben arra is gondja volt, hogy alkalmas utód vegye át tőle az igazgatói széket. Az ezt követő húsz esztendőt kiterjedt szakirodalmi munkálkodással töltötte. Nagyszámú publikációja jelent meg a neveléstörténet, helytörténet témakörében, köztük több olyan, amely az Eötvös József Collegium történetével foglalkozik. 2000-ben munkásságát magas kitüntetéssel ismerték el.

## Főbb művei

### Önálló kötetek, szerkesztések
- Szöveggyűjtemény egyetemes neveléstörténetből; szerk. Tóth Gábor; ELTE, Bp., 1961
- Neveléstani előadások vázlata; szerk. Tóth Gábor; ELTE, Bp., 1961
- Tétény – Promontor. Budapest XXII. kerületének története; szerk. Joó Ernő, Tóth Gábor, Tóth Sándor; Fővárosi Tanács 22. kerület, Bp., 1970
- Pedagógia és pszichológia a Szovjetunióban. Előadások; szerk. Tóth Gábor; Tankönyvkiadó, Bp., 1979 (Pedagógiai közlemények)
- A nevelőmunka időszerű kérdései a felsőoktatási intézmények kollégiumaiban. A VII. Országos Kollégiumi Konferencia nemzetközi tanácskozásának anyaga. Győr, 1984. november; szerk. Tóth Gábor; Művelődési Minisztérium Marxizmus-Leninizmus Oktatási Főosztálya, Bp., 1986
- Az Eötvös József Kollégium történetének bibliográfiája és levéltári anyaga; összeáll. Tóth Gábor; Eötvös Kollégium, Bp., 1987 (Eötvös-füzetek)
- Tétény-Promontor. Budapest XXΙI. kerületének története; szerk. Joó Ernő, Tóth Gábor; 2. átdolg., bőv. kiad.; XXII. Kerületi Tanács, Bp., 1988
- Falussy Béla–Laki László–Tóth Gábor: Egyetemi és főiskolai kollégisták életmódja; Eötvös Kollégium, Bp., 1991 (Eötvös-füzetek)
- A magyarországi tanítóképző intézeti tanárképzés története. Apponyi Kollégium; Országos Pedagógiai Könyvtár és Múzeum, Bp., 1996

## Díjak, kitüntetések
- Ifjúságért Érdemérem (1972)
- Az oktatásügy kiváló dolgozója (1973)
- Munka Érdemrend ezüst fokozata (1975)
- Munka Érdemrend arany fokozata (1981)
- ELTE Aranyérme (1984)
- Állami Ifjúsági Díj (1985)